# Alajärvi (sjö i Finland, Lappland, lat 66,33, long 28,33)
Alajärvi är en sjö i Finland. Den ligger i kommunen Posio i landskapet Lappland, i den norra delen av landet, 700 km norr om huvudstaden Helsingfors. Alajärvi ligger 250 meter över havet. Den är 8,6 meter djup. Arean är 1,53 kvadratkilometer och strandlinjen är 20,08 kilometer lång. Sjön  ingår i Kemi älvs huvudavrinningsområde. 